# Ybbs an der Donau
Ybbs an der Donau är en stadskommun i förbundslandet Niederösterreich i Österrike. Den ligger i distriktet Melk och har 5 644 invånare (2024).
Kommunen består av fem orter (Ortschaften) (inom parentes invånarantal 1 januari 2024):
- Donaudorf (103)
- Göttsbach (553)
- Sarling (450)
- Säusenstein (203)
- Ybbs an der Donau (4 335)